# 玩具烤箱

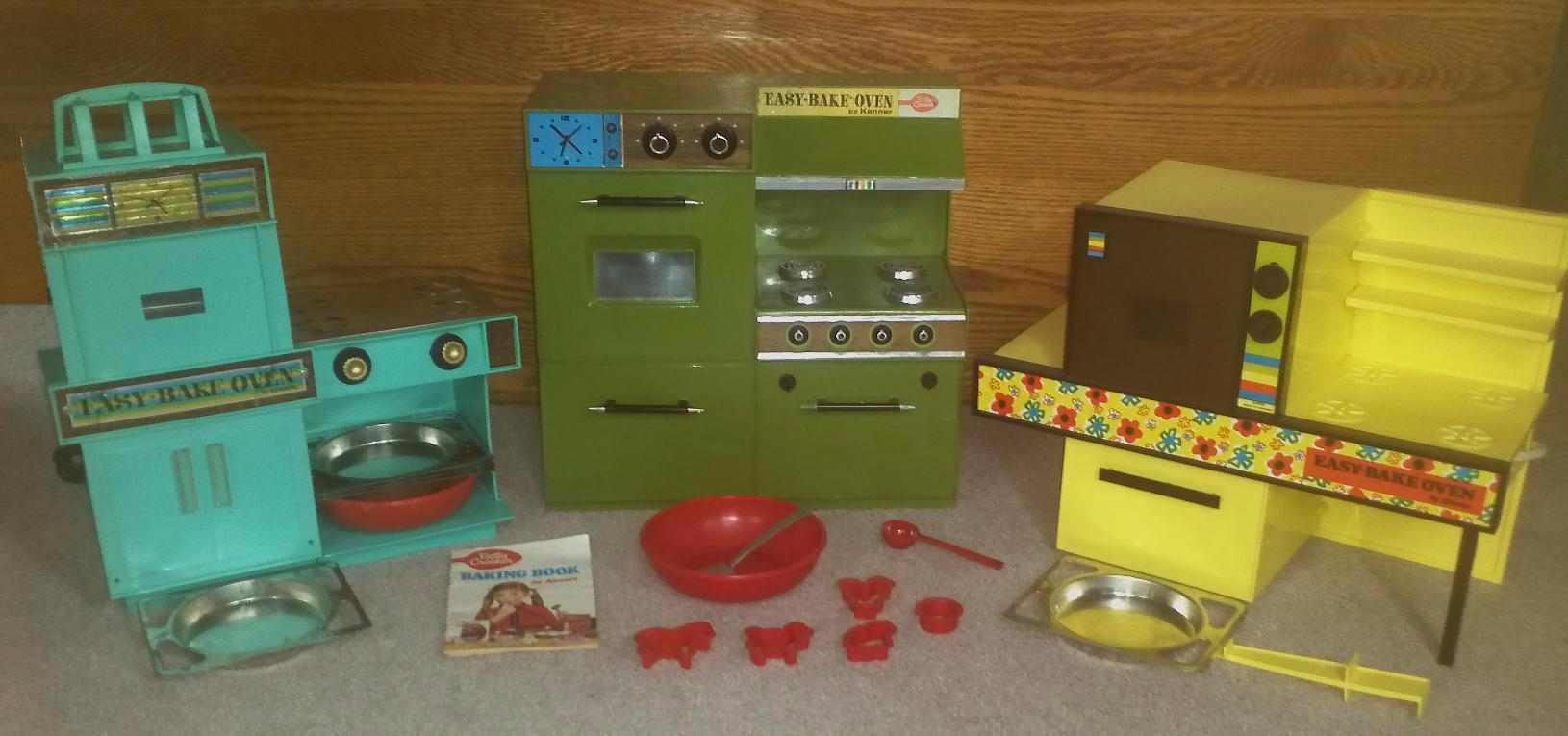
玩具烤箱

玩具烤箱（Easy-Bake Oven）是一種模仿烤爐的玩具，而且玩具烤箱可以實際上手操作。玩具烤箱的熱源起初由一对普通白熾燈提供，現在由真正的加热元件提供熱源。玩具烤箱配有蛋糕粉和小圆盘。玩家可以将水、蛋糕粉放入小圆盘中，然后再將小圆盘推入烤箱中。 烤好后，蛋糕从另一端的槽中推出。
玩具烤箱由肯纳制品于1963年推出，後來由孩之寶負責製造。  在玩具烤箱推出的第一年，肯纳制品就銷售了50万台。  截至1997年，玩具烤箱的销量已超过1600万台。 